# 法雨寺 (普陀山)
30°0′9.8″N 122°23′55.9″E / 30.002722°N 122.398861°E
法雨寺，又称普陀山后寺，位于普陀山后山南麓，创建于明万历八年（1580年），初名海潮庵。后因康熙帝御赐“天花法雨”匾额，改名为“法雨禅寺”。经康熙时期大规模扩建，殿堂楼阁达200余间，占地47600平方米，成为普陀三大禅寺之一。法雨寺依山就势，层层升高，自前至后六重殿宇，共245间。其中观音殿（又名九龙殿），外观金碧辉煌，内部华丽精致。2006年5月25日公布为第六批全国重点文物保护单位。